# Thom Yorke
Thom Yorke, celým jménem Thomas Edward Yorke (* 7. října 1968, Wellingborough, Northamptonshire, Anglie), je zpěvák a spoluzakladatel alternativně rockové skupiny Radiohead.
Hraje především na akustickou a elektrickou kytaru a na klavír. Ovládá ale i hru na baskytaru a bicí. Jako vokalista hostoval na studiových albech pro Björk, PJ Harvey, DJ Shadow a UNKLE.
V současné době žije v centru Oxfordu. Po dobu 23 let žil se svou partnerkou Rachel Owen a měli spolu dvě děti: Noaha (* 2001, Thom mu věnoval album Amnesiac) a Agnes (* 2004). Rachel a Thom spolu byli od univerzitního studia až do srpna 2015. Koncem roku 2016 Rachel zemřela na rakovinu ve věku 48 let.

## Biografie
Od svého narození trpí Thom paralýzou levého očního víčka. Mezi prvním a šestým rokem života podstoupil sérii operací. Jeho hendikep (tzv. lenivé oko – amblyopia) spolu se zaměstnáním svého otce, které si vyžadovalo časté změny bydliště, způsobily, že Thom měl v dětství problémy najít si kamarády a trpěl pocity osamělosti.
Rodina se nakonec usadila v Oxfordshire. Thom navštěvoval internátní školu Abingdon School, kde poznal přátele, s kterými v roce 1986 zformoval skupinu Radiohead.
Na University of Exeter studoval dějiny umění a angličtinu. Pracoval také v místní psychiatrické léčebně.
Thom Yorke je také politický aktivista. Angažuje se ve prospěch organizací Přátelé Země, Amnesty International a kampaní Make Poverty History, Make Trade Fair a The Big Ask.
Je vegetarián, trénuje jógu a meditaci.
10. července 2006 vyšlo Thomovo první sólové album s názvem The Eraser.